# Rolf Oesterreich (Leichtathlet)
Rolf Oesterreich (* 24. August 1949 in Leukersdorf, Landkreis Chemnitz, Sachsen; † 27. Dezember 2022 in Neukirchen) war in den 1970er-Jahren einer der besten Kugelstoßer der Welt, dem die DDR aus politischen Gründen die Anerkennung eines Weltrekords und eine mögliche große Laufbahn verwehrte.

## Sportliche Karriere
Rolf Oesterreich begann als Student zum Lehrer für Sport und Geographie an der Pädagogischen Hochschule Zwickau bei der HSG Wissenschaft Zwickau mit dem Kugelstoßen. Er wurde aus damaliger Sicht als zu klein für eine leistungssportliche Karriere eingestuft. Dabei war Oesterreich 1,80 m groß und hatte ein ideales Wettkampfgewicht von 100 kg. 1974 erreichte er mit der herkömmlichen Kugelstoßtechnik lediglich 16,24 m.
Oesterreich, der nach Anfängen im Hochsprung und danach zunächst Diskuswerfer gewesen war, testete ab 1975 mit der Drehstoßtechnik, steigerte sich zunehmend, brachte diese Technik ab Frühjahr 1976 zur Wettkampftauglichkeit und steigerte sich im Training auf Weiten über 19 Meter. Am 2. Mai 1976, an seinem ersten Wettkampf im Jahr 1976, stieß er bereits 20,74 m. Der SC Karl-Marx-Stadt holte ihn. Das wurde aber vom DTSB-Vorstand Berlin unterbunden, auch weil Oesterreich nicht als linientreu eingestuft wurde. Er musste schon wenige Tage später auf Drängen der DTSB-Bosse wieder aus dem SC Karl-Marx-Stadt austreten. Die Drehstoßtechnik, die Oesterreich sich im Wesentlichen selbst beibrachte, galt in der DDR damals als verpönt und unerwünscht. Dennoch steigerte sich Rolf Oesterreich am 19. Mai 1976 auf 21,45 m und DDR-Jahresbestleistung. Für die Olympischen Spiele in Montreal wurde er dennoch nicht nominiert, obwohl er die Norm spielend geschafft hatte.

## Der vertuschte Weltrekord
Am 12. September 1976, einen Monat nach den Olympischen Spielen, schaffte Oesterreich in Zschopau bei den Bezirksmeisterschaften mit 22,11 m einen sensationellen Weltrekord. Seine Weite lag über dem damals gültigen Weltrekord von 22,00 m von Alexander Baryschnikow (UdSSR). Dieser Rekord wurde jedoch vom Deutschen Verband für Leichtathletik der DDR (DVfL) nicht als Weltrekord eingereicht. In der Liste des Deutschen Leichtathletik-Verbandes (DLV) der zehn besten Athleten in jeder Disziplin werden die 22,11 m Rolf Oesterreichs mit der folgenden Anmerkung geführt: „Leistung wurde vom damaligen DVfL der DDR aus heute nicht mehr nachvollziehbaren Gründen nicht anerkannt.“
Fortan verschwand Oesterreich mit seinen bisherigen Leistungen aus allen DDR-Listen, „weil diese auf Kreismaßstab stattfanden und nicht in Wettkämpfen mit der DDR-Spitzenklasse bestätigt wurden“. Dabei wurde verschwiegen, dass Oesterreich zu solchen Wettkämpfen nie eingeladen wurde. Als weitere, wenig glaubwürdige, Argumente wurden die nicht wettkampfgerechte Kugel – tatsächlich benutzt Oesterreich eine eigene, aber den Regeln entsprechende Kugel – sowie eine nicht den Regeln entsprechende Wettkampfanlage vorgebracht. Später versuchten Sportfunktionäre, ihn mit Geld und einer Trainerstelle zum Aufhören als Wettkämpfer zu bewegen, da befürchtet wurde, dass er offiziellen Weltrekord stoße und die Entscheidung der DDR-Führung, ihn nicht als Leistungskader zuzulassen, infrage gestellt würde. Ab 1977 arbeitete Rolf Oesterreich beim SC Karl-Marx-Stadt als Trainer.

## Der zweite Versuch
Schon wenig später reaktivierte der SC Karl-Marx-Stadt Rolf Oesterreich eigenmächtig als Sportler. Am 17. Mai 1978 stieß Oesterreich in Karl-Marx-Stadt erneut über 21 Meter, wurde aber mit der Weite von 21,30 m dennoch nicht zu den DDR-Leichtathletik-Meisterschaften zugelassen und konnte sich somit auch nicht für die Europameisterschaften in Prag qualifizieren. Dieses Mal wurde ihm die fehlende Bestätigung der Leistung über einen längeren Zeitraum vorgeworfen, „da alle bisher geforderten zentralen Starts ausgelassen wurden und die erreichten Ergebnisse nie unter zentraler Kontrolle stattfanden.“

## Der lange Kampf um Anerkennung des Weltrekordes
Seit der Wende 1989 kämpfte Rolf Oesterreich vergeblich um Anerkennung seines Weltrekordes. Er erreichte aber 1993 zumindest einen Teilerfolg. In den als offiziell eingestuften Bestenlisten der Deutschen Gesellschaft für Leichtathletikdokumentation (DGLD) wird die Weite seither mit Sternchen vermerkt, allerdings weiterhin nicht als offizieller Weltrekord.

## Beruf
Rolf Oesterreich lebte und arbeitete viele Jahre als Mittelschullehrer in Neukirchen/Erzgeb. und ging 2012 in Rente. Daneben half er als Trainer und Berater auch manchem prominenten Athleten, z. B. Matthias Schmidt, Astrid Kumbernuss und Peter Sack, aber auch Athleten aus Österreich und der Schweiz bei der Technikschulung und der Trainingsmethodik des Drehstoßes. Er arbeitete als Rentner noch als Trainer und Dozent für den Drehstoß.